# Пашков (Черниговская область)
Пашко́в (укр. Пашків) – село, расположенное на территории Бахмачского района Черниговской области (Украина).
Население составляет 60 жителей (2006 год). Плотность населения — 2 222,22 чел/кв.км.
Впервые упоминается в 1920 году.
Село Пашков находится примерно в 8 км к западу от центра города Бахмач. Средняя высота населённого пункта — 136 м над уровнем моря. Село находится в зоне умеренно континентального климата.
Национальный состав представлен преимущественно украинцами, конфессиональный состав — христианами.